# Hans Lutz
Hans Lutz, född den 31 mars 1949 i Stuttgart, är en västtysk tävlingscyklist som tog OS-brons i den individuella förföljelsen vid olympiska sommarspelen 1972 i München och fyra år senare blev det guld i lagförföljelsen 1976 i Montréal. 